# بابی مارشال
بابی مارشال (انگلیسی: Bobby Marshall؛ 1876 – ۱۹۳۱ (۵۴−۵۵ سال)) بازیکن فوتبال اهل بریتانیا بود.
از باشگاه‌هایی که در آن بازی کرده‌است می‌توان به باشگاه فوتبال لیورپول، باشگاه فوتبال پورتسموث و باشگاه فوتبال برایتون اند هوو آلبیون اشاره کرد.